# Olympische Winterspiele 1992/Teilnehmer (Swasiland)
| Gelbes Symbol für Goldmedaillen mit stilisierten Olympischen Ringen | Graues Symbol für Silbermedaillen mit stilisierten Olympischen Ringen | Braundes Symbol für Bronzemedaillen mit stilisierten Olympischen Ringen |
| ------------------------------------------------------------------- | --------------------------------------------------------------------- | ----------------------------------------------------------------------- |
| —                                                                   | —                                                                     | —                                                                       |

Swasiland nahm an den Olympischen Winterspielen 1992 im französischen Albertville mit einem Athleten teil. Es war die erste und bisher einzige Teilnahme Swasilands an Olympischen Winterspielen.

## Ski Alpin
Herren
- Keith Fraser
Super-G: 79. Platz
Riesenslalom: 63. Platz
Slalom: DNF